# Jan Blahoslav
Jan Blahoslav (Přerov, 20 febbraio 1523 – Moravský Krumlov, 24 novembre 1571) è stato un umanista, linguista e compositore ceco.

## Biografia
Blahoslav nacque a Přerov, in Moravia. Studiò sotto gli insegnanti Listenius e Hermann Finck presso l'Università di Wittenberg del 1544. A Wittenberg conobbe Martin Luther e Philipp Melanchthon. Dopo un breve periodo a Mladá Boleslav (1548-9) continuò la sua formazione a Königsberg e Basilea.
Era un ottimo linguista che cercò di preservare le origini della sua lingua madre e la cultura del suo paese. Nel 1557 diventò vescovo della Moravia; nell'anno successivo si stabilì a Ivančice. Verso la fine della sua vita si trasferisce a Moravský Krumlov, dove morì, di 48 anni.

## Opere
- O původu Jednoty
- Filipika proti misomusům
- Gramatika česká
- Bratrský archiv
- Naučení mládencům
- Akta Jednoty bratrské
- Rejstřík skladatelů bratrských písní

### Opere musicali
- Muzika (Olomouc, 1558)
- Šamotulský kancionál (1561)
- Věčný králi, pane náš (1940)